# Fața Virului
Fața Virului este o arie protejată de interes național ce corespunde categoriei a IV-a IUCN (rezervație naturală de tip botanic) situată în județul Mehedinți, pe teritoriul administrativ al orașului Drobeta Turnu-Severin.

## Localizare
Aria naturală  se află în partea sud-vestică a județului Mehedinți în Podișul Getic, pe malul stâng al Dunării (aproape gura de vărsare a râului Bahna în Dunăre) în Munții Almăjului și Locvei), pe teritoriul nord-vestic al satului Gura Văii, lângă drumul național DN6 care leagă municipiul Drobeta Turnu-Severin de orașul Caransebeș.

## Descriere
Rezervația naturală  a fost declarată arie protejată prin Legea Nr.5 din 6 martie 2000, publicată în Monitorul Oficial al României, Nr. 152 din 12 aprilie 2000 (privind aprobarea Planului de amenajare a teritoriului național - Secțiunea a III-a - zone protejate) și se întinde pe o suprafață de 6 hectare. 

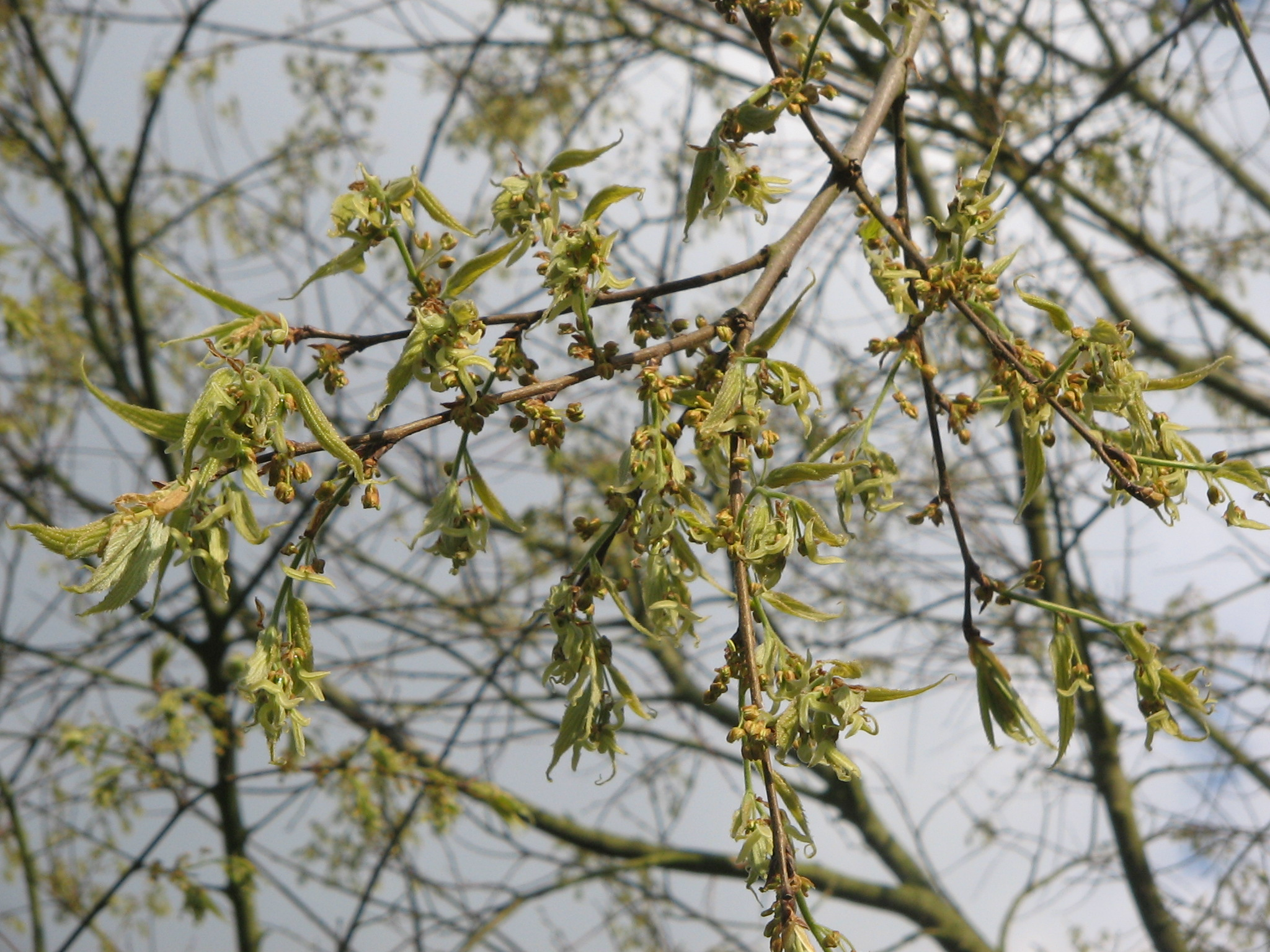
Sâmbovina (Celtis australis), frunze şi flori

Aria protejată este inclusă în Parcul Natural Porțile de Fier și reprezintă o zonă (versanți abrupți, praguri și săritori, văi, cheiuri, cascade) acoperită cu păduri de stejar (Quercus virgiliana) și gorun (Quercus petraea) în amestec cu specii de nuc (Juglans regia), sâmbovin (Celtis australis), vișin turcesc (Prunus mahaleb) sau alun (cu specii de Corylus avellana și Corylus colurna, cunoscut sub denumirea de alun turcesc). Aria naturală protejează mai multe specii floristice rare (unele aflate pe Lista roșie a IUCN), printre care: mărarul Porților de Fier (Cachrys ferulacea), speci endemice de mur (Rubus severinensis) și mierluță (Minuartia cataractarum) sau o garofiță din specia Dianthus banaticus.